# Căciulata (okręg Marusza)
Căciulata – wieś w Rumunii, w okręgu Marusza, w gminie Râciu. W 2011 roku liczyła 195 mieszkańców.